# Billy J. Kramer with the Dakotas
Billy J. Kramer with the Dakotas fu un gruppo musicale inglese attivo durante gli anni sessanta.

## Storia
William Howard Ashton era uno studente di ingegneria che nel tempo libero suonava la chitarra ritmica in un gruppo da lui stess formato e del quale poi divenne il cantante cambiandosi nome in Billy Kramer, scelto a caso da un elenco telefonico. John Lennon gli suggerì poi di aggiungere la "J.". Kramer attirò l'attenzione di Brian Epstein che era alla ricerca di nuovi talenti e gli offrì un contratto discografico permettendogli di diventare un artista professionista; il gruppo che lo accompagnava, i Coasters, non venne ritenuto adatto da Epstein che decise di sostituirlo con una formazione di Manchester, i Dakotas, che in quel periodo accompagnava Pete MacLaine. Il nuovo gruppo così formato firmò un contratto con la Parlophone e venne rinominato "Billy J. Kramer with the Dakota" per mantenere la propria identità all'interno dell'atto. A seguito del successo dei Beatles, venne offerta la possibilità di fare una cover del loro brano "Do You Want to Know a Secret?", tratto dal primo album dei Beatles, Please Please Me. Il brano venne prodotto da George Martin e raggiunse la seconda posizione della classifica dei singoli inglese nel 1963. Il gruppo ricevette altri brani scritti appositamente per lui da Lennon e McCartney: "I'll Keep You Satisfied", "From a Window", "I Call Your Name" e "Bad to Me" che fruttarono alcune apparizioni nei programmi televisivi Shindig! , Hullabaloo e The Ed Sullivan Show.
Nel 1963 i Dakota senza Kramer pubblicarono un singolo, "The Cruel Sea che raggiunse la Top 20; successivamente incisero un brano scritto da George Martin, "Magic Carpet", che insieme ad altri brani venne usato per pubblicare nel 1964 un EP.
I tre successi scritti da Lennon e McCartney suggerivano che Kramer sarebbe rimasto sempre all'ombra dei Beatles, a meno che non avesse provato qualcosa di diverso. Rifiutato l'offerta di un altro brano di Lennon e McCartney, venne incisa una cover "Little Children" che divenne il loro più grande successo.
Nel 1964, in pieno boom della musica beat, venne pubblicato il singolo "It's Gotta Last Forever", che riprendeva un approccio da ballata e non ricevette il successo sperato. La cover del brano di Bacharach e David, "Trains and Boats and Planes" raggiunse la 12ª posizione.
I ranghi dei Dakota furono poi rafforzati dall'inclusione di Mick Green, un ex chitarrista della band londinese Johnny Kidd & the Pirates.
L'ultimo singolo pubblicato fu "We're Doing Fine" che però non riuscì ad entrare in classifica.
Nel 1966 il gruppo si sciolse. Billy cercò di continuare come solista ma senza successo e ritornò a lavorare per le ferrovie britanniche; nel 1973 riformò il gruppo per una serie di concerti.
I Dakotas si riformarono alla fine degli anni ottanta e reclutarono il cantante Eddie Mooney e il musicista Toni Baker.

## Discografia

### Album

#### Album in studio
- 1963 - Listen...
- 1964 - Little Children
- 1964 - I'll Keep You Satisfied
- 1965 - Trains and Boats and Planes

#### Raccolte
- 1977 - The Best of Billy J Kramer with the Dakotas

### Singoli
- 1963 - Do You Want to Know a Secret/I'll Be on My Way
- 1963 - Bad to Me/I Call Your Name
- 1963 - I'll Keep You Satisfied/I Know
- 1964 - Little Children/They Remind Me of You
- 1964 - From a Window/Second to None
- 1964 - It's Gotta Last Forever/Don't You Do It No More
- 1964 - Trains and Boats and Planes/That's the Way I Feel
- 1965 - Neon City/I'll Be Doggone
- 1966 - We're Doing Fine/Forgive Me
- 1966 - You Make Me Feel Like Someone/Take My Hand
- 1967 - Town of Tuxley Toy Maker Part 1/Chinese Girl

### EP
- 1963 - The Billy J. Kramer Hits
- 1964 - I'll Keep You Satisfied
- 1964 - Little Children
- 1964 - From a Window